# Indicatif régional 701

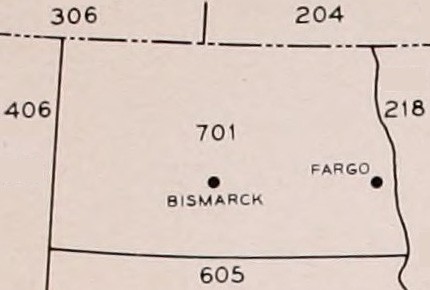

L'indicatif régional 701 est l'indicatif téléphonique régional qui dessert la totalité de l'État du Dakota du Nord, aux États-Unis.
L'indicatif régional 701 fait partie du plan de numérotation nord-américain.

## Historique
Cet indicatif date de 1947 et est l'un des indicatifs originaux du plan de numérotation nord-américain.